# Daniel Prokop
Daniel Prokop (* 29. května 1984) je český sociolog. V období 2009–2018 působil v agentuře Median, od roku 2019 vede vlastní výzkumnou organizaci PAQ Research. Původně se věnoval průzkumům veřejného mínění, v současnosti se zaměřuje se na témata chudoby a sociální nerovnosti v české společnosti. Je autorem knihy Slepé skvrny (2019), podílel se na různých známých průzkumech, pravidelně vystupuje v českých médiích. Od roku 2020 je členem Národní ekonomické rady vlády.

## Život a činnost
Vystudoval nejprve Mediální studia (2010) a následně Sociologii (2012) na Fakultě sociálních věd Univerzity Karlovy. Titul Ph.D. získal v roce 2022 v oboru Sociologie obhájením dizertační práce s názvem "Dynamika sociálního vyloučení v České republice: Nerovné šance ve vzdělávání".
V letech 2009–2018 působil ve výzkumné agentuře Median, od roku 2017 jako ředitel výzkumu. V roce 2019 založil vlastní výzkumnou organizaci PAQ Research, zároveň jako výzkumník pracuje na Fakultě sociálních věd Univerzity Karlovy.
Zabývá se chudobou a nerovným přístupem ke vzdělání v české společnosti. Za sérii článků Úvod do praktické sociologie pro Salon Práva získal pro rok 2016 Novinářskou cenu. Články daly základ knize Slepé skvrny (Host, 2019), která se umístila na čtvrté příčce ankety Kniha roku Lidových novin 2020. V roce 2019 se podílel na rozsáhlém sociologickém průzkumu Českého rozhlasu Rozděleni svobodou, po vypuknutí pandemie covidu-19 v roce 2020 vytvořil a vedl průzkumný projekt Život během pandemie a různé výzkumy ohledně dopadů pandemie na vzdělávání v Česku, za které obdržel Cenu Nadace České spořitelny.